# Elezioni parlamentari in Mongolia del 2024
Le elezioni parlamentari in Mongolia del 2024 si sono tenute il 28 giugno per il rinnovo del Grande Hural di Stato, il parlamento del paese.
Esse hanno visto la riconferma al governo del Partito del Popolo Mongolo (MAN) che, avendo ottenuto 68 seggi, ha mantenuto, seppur con un sentito calo reale delle preferenze ben compensato tuttavia da un aumento di rappresentanza grazie all’ingrandimento del Parlamento, la maggioranza assoluta, sebbene risicata, in assemblea. D’altro canto, invece, il Partito Democratico (AN), riconfermatosi il secondo partito con ben 42 seggi, ha così mantenuto il suo ruolo di maggiore fazione d’opposizione, coadiuvato da altre formazioni più piccole e minori.

## Sistema elettorale

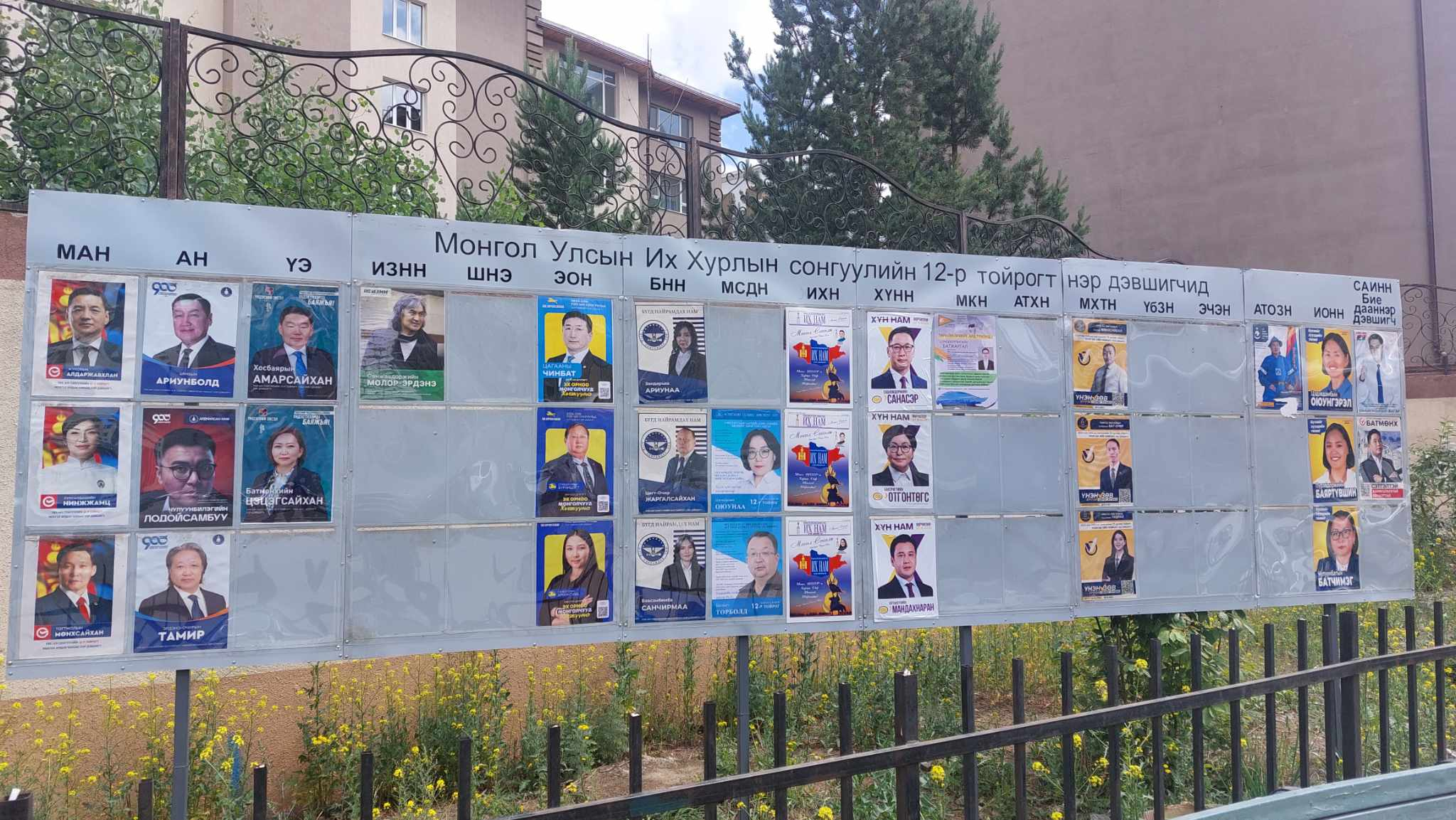
Un affisso elettorale di candidati, ad Ulan Bator.

In seguito all'approvazione di una nuova legge elettorale, al fine di far fronte all’ingrandimento di ben 50 seggi dell’organo parlamentare (attuato tramite una riforma costituzionale), per le elezioni parlamentari è previsto l’utilizzo di un sistema elettorale misto (detto Voto parallelo). Difatti:
- 78 seggi sono eletti tramite un “sistema maggioritario plurinominale non trasferibile” in 13 collegi plurinominali;
- I restanti 48 seggi, invece, sono eletti tramite un sistema proporzionale a liste chiuse in un collegio unico nazionale ed una soglia di sbarramento del 4% per i singoli partiti, del 5% per le coalizioni a due partiti e del 7% per tutte le altre coalizioni superiori.

In tal senso, la legge prevede che per qualificarsi alla partecipazione per la parte proporzionale, i partiti e le coalizioni debbano avere dei candidati che si contendano almeno la metà dei seggi maggioritari in ogni circoscrizione. 
Peculiarità del sistema, infine, sono la prescrizione obbligatoria che le liste elettorali aderiscano al cosiddetto “sistema a cerniera”, ossia quel meccanismo che prevede una quota di genere tale da portare ad un rapporto tra i due sessi non superiore a 70:30 o inferiore a 30:70, ed un quorum minimo di partecipazione al voto, in ciascuna circoscrizione, pari al 50% affinché l’elezione possa considerarsi valida. Qualora quest’ultimo caso non accada, si tiene un ulteriore turno elettorale.

## Risultati
| Liste                                    | Maggioritario | Maggioritario | Maggioritario | Proporzionale | Proporzionale | Proporzionale | Totale seggi |  |
| Liste                                    | Voti          | %             | Seggi         | Voti          | %             | Seggi         | Totale seggi |  |
| ---------------------------------------- | ------------- | ------------- | ------------- | ------------- | ------------- | ------------- | ------------ |  |
| Partito del Popolo Mongolo (MAN)         | 3 619 950     | 38,65         | 50            | 509 482       | 35,01         | 18            | 68           |  |
| Partito Democratico (AN)                 | 3 135 988     | 33,48         | 26            | 438 506       | 30,13         | 16            | 42           |  |
| Partito HUN (HUN)                        | 636 648       | 6,80          | 2             | 151 111       | 10,38         | 6             | 8            |  |
| Coalizione Nazionale (ÜE)                | 291 166       | 3,11          | —             | 75 196        | 5,17          | 4             | 4            |  |
| Volere Civico - Partito Verde (IZ-NN)    | 269 582       | 2,88          | —             | 73 006        | 5,02          | 4             | 4            |  |
| Nuova Coalizione Unita (SNE)             | 255 871       | 2,73          | —             | 69 682        | 4,79          | —             | —            |  |
| Partito della Verità e del Giusto (ÜBZN) | 208 717       | 2,23          | —             | 40 783        | 2,80          | —             | —            |  |
| Altri (<1,65% M. - <1,40% P.)            | 726 060       | 7,75          | —             | 97 422        | 6,69          | —             | —            |  |
| Indipendenti                             | 222 957       | 2,38          | —             | 0             | 0,00          | —             | —            |  |
| Totale                                   | 9 366 939     | 100           | 78            | 1 455 188     | 100           | 48            | 126          |  |
|                                          |               |               |               |               |               |               |              |  |
| Schede nulle                             | 2 642         | 0,18          |               | 2 642         | 0,18          |               |              |  |
| Votanti                                  | 1 448 300     | 69,30         |               | 1 457 830     | 69,32         |               |              |  |
| Elettori                                 | 2 089 935     |               |               | 2 103 034     |               |               |              |  |

Nota: Il totale esposto in sede maggioritaria, 9.366.939, non corrisponde al totale dei singoli voti espressi per un partito, bensì la somma delle preferenze totali: poiché infatti il sistema elettorale mongolo, nella parte maggioritaria, permette di esprimere non dei veri e propri voti per un partito, bensì preferenze singole per i candidati, ogni elettore può esprimere plurime preferenze ed il numero totale, conseguentemente, è maggiore.
| Riepilogo dei seggi (+/- elezioni 2020) | Riepilogo dei seggi (+/- elezioni 2020) | Riepilogo dei seggi (+/- elezioni 2020) | Riepilogo dei seggi (+/- elezioni 2020) | Riepilogo dei seggi (+/- elezioni 2020) | Riepilogo dei seggi (+/- elezioni 2020) | Riepilogo dei seggi (+/- elezioni 2020) |
| --------------------------------------- | --------------------------------------- | --------------------------------------- | --------------------------------------- | --------------------------------------- | --------------------------------------- | --------------------------------------- |
|                                         |                                         |                                         |                                         |                                         |                                         |                                         |
| MAN                                     | 68                                      |                                         |                                         | IZ-NN                                   | 4                                       |                                         |
| AN                                      | 42                                      |                                         |                                         | HUN                                     | 8                                       |                                         |
| ÜE                                      | 6                                       |                                         |                                         |                                         |                                         |                                         |